# Oblężenie Bonn (1673)
Oblężenie Bonn – oblężenie, które trwało od końca października do 12 listopada 1673 podczas wojny Francji z koalicją (1672–1678).
W październiku armia holendersko-hiszpańska licząca 25 000 żołnierzy (w tym 15 000 Hiszpanów) dowodzona przez Wilhelma Orańskiego maszerowała w kierunku Kolonii i po połączeniu się z armią cesarską dowodzoną przez Raimondo Montecuccolego obległa Bonn. Po miesięcznym oblężeniu francuski garnizon skapitulował 12 listopada 1673.